# Guadalajara (provins)
Guadalajara er en provins i det centrale  Spanien, i den nordlige del af den  autonome region Castilien-La Mancha. Den grænser til provinserne Cuenca, Segovia, Soria, Zaragoza og Teruel, samt regionen Madrid. 
Provinsen har tæt ved 240.000 indbyggere og dækker et område på omkring 12.167 km². Provinshovedstaden er Guadalajara, hvor omkring en tredjedel af indbyggerne i provinsen bor. Der er 288 kommuner i Guadalajara, men de fleste er landsbyer med mindre end 200 indbyggere. 